# Emtrycytabina
Emtrycytabina (łac. emtricitabinum) – wielofunkcyjny organiczny związek chemiczny z grupy analogów nukleozydów, fluorowa pochodna lamiwudyny. Jest prolekiem stosowanym w leczeniu zakażeń ludzkim wirusem niedoboru odporności.

## Mechanizm działania
Emtrycytabina zostaje przekształcona wewnątrzkomórkowo w procesie fosforylacji oksydacyjnej w czynny metabolit trójfosforan emtrycytabiny. Trójfosforan emtrycytabiny jest kompetencyjnym inhibitorem odwrotnej transkryptazy ludzkiego wirusa niedoboru odporności (HIV-1).

## Zastosowanie
- leczenie zakażeń ludzkim wirusem niedoboru odporności (HIV-1) jednocześnie z innymi przeciwretrowirusowymi produktami leczniczymi u dorosłych i dzieci w wieku 4 miesięcy i starszych[5].

Emtrycytabina znajduje się na wzorcowej liście podstawowych leków Światowej Organizacji Zdrowia (WHO Model Lists of Essential Medicines) (2017).
Emtrycytabina jest dopuszczona do obrotu w Polsce (2018).

## Działania niepożądane
Emtrycytabina może powodować następujące działania niepożądane u ponad 10% pacjentów: biegunka, ból głowy, zwiększona aktywność kinazy kreatynowej oraz nudności, natomiast u dzieci dodatkowo występowały niedokrwistość i przebarwienie skóry.